# 菊池育夫
菊池 育夫（きくち いくお、1944年 - ）は日本の経営者。北海道新聞社の元代表取締役社長。
北海道上磯町（現在の北斗市）出身。
前任社長東功の抜擢で社長に就任し、機構改革による人員整理などに取り組んだ。しかし、菊池体制下の北海道新聞は、北海道警裏金事件に関係する記事ねつ造事件の処理などをめぐって、道警との癒着が指摘されるなどの不祥事が続いた。

## 略歴
- 函館ラ・サール高等学校卒業[3]。
- 横浜国立大学経済学部卒業[3]。
- 1969年、北海道新聞社入社[3]。
- 編集局次長、北見支社長、取締役編集局長などを歴任[3]。
- 2003年5月、代表取締役社長に就任[1]。
- 2009年、日本新聞協会副会長[3]。
- 2010年5月、社長を退任[3]。